# Клінч (гора)
Клінч — гірська вершина у північно-східній частині Великого Кавказу. Знаходиться на півночі Азербайджану.